# Ели Јаковска
Ели Јаковска (16. мај 1995) је фудбалска и чланица репрезентације Северне Македоније. Наступа за женски фудбалски клуб Спартак из Суботице и такмичи се у Супер лиги Србије за жене.

## Каријера
Наступала је 5 пута за женску кадетску репрезентацију Македоније (У-17), 6 пута за омладинску (У-19) и 4 пута за "А" репрезентацију Македоније. Такође је одиграла 2 утакмице у квалификацијама за УЕФА Лигу шампиона.

## Награде и признања
Има једну титулу државног првака са ЖФК Драгон.